# 엔히케 일라리우
엔히케 일라리우(포르투갈어: Henrique Hilário, 1975년 10월 21일~)는 포르투갈의 전 축구 선수이다. 포지션은 골키퍼였으며 현재 첼시 FC 골키퍼 코치로 재직 중이다.
2006년부터 첼시에서 뛰었으나 주전 골키퍼인 페트르 체흐에게 밀려 많이 뛰지 못하였다. 2006년부터 2014년까지 첼시에서 뛴 리그 경기는 20경기이다.